# Kids (OneRepublic)
Kids è il secondo singolo estratto dal loro quarto album in studio del gruppo musicale statunitense OneRepublic, pubblicato sul canale Spotify il 12 agosto 2016 e reso noto per il formato digitale in tutto il mondo.

## Tracce
Download digitale
1. Kids – 3:58 (Album version)
2. Kids – 3:50 (Radio Edit)
3. Kids (Danny Dove) – 3:08 (Remix)
4. Kids – 3:44 (Acoustic version)

## Il singolo
Il pezzo è un misto di musica pop rock e electropop. Ryan Tedder, il cantante dei OneRepublic, ha detto a Entertainment Weekly che la canzone è stata molto ispirata dallo stile travolgente degli anni '80, simile allo stile synth-pop degli M83.
Inoltre Tedder ha affermato che Kids è il singolo d'apertura del nuovo quarto album in studio.

## Video musicale
Il 25 agosto il gruppo capitanato da Ryan Tedder rilascia sul canale ufficiale Vevo il secondo video del secondo singolo estratto dal prossimo album. Il video è caratterizzato dai membri della band a Città del Messico. Si segue la storia di due giovani che partecipano ad un concerto dei OneRepublic in un vicolo all'aperto della città. Una versione del video musicale in realtà virtuale è realizzata con il Nokia OZO e reso disponibile il 27 settembre 2016 sul sito ufficiale della band statunitense.
Nel video c'è da notare l'assenza del chitarrista Drew Brown, fresco di matrimonio, motivo per festeggiare la sua luna di miele.

## Classifiche
| Classifica (2016)       | Posizione più alta |
| ----------------------- | ------------------ |
| Australia               | 63                 |
| Austria                 | 55                 |
| Danimarca               | 11                 |
| Francia                 | 153                |
| Germania                | 71                 |
| Irlanda                 | 66                 |
| Italia                  | 70                 |
| Nuova Zelanda           | 41                 |
| Paesi Bassi             | 17                 |
| Portogallo              | 89                 |
| Regno Unito             | 58                 |
| Repubblica Ceca         | 21                 |
| Scozia                  | 18                 |
| Slovacchia              | 54                 |
| Slovenia                | 27                 |
| Spagna                  | 26                 |
| Stati Uniti             | 96                 |
| Stati Uniti (Adult pop) | 27                 |
| Stati Uniti (Digitale)  | 31                 |
| Stati Uniti (Pop)       | 17                 |
| Svizzera                | 45                 |
| Svezia                  | 63                 |
| Ungheria                | 30                 |

## Formazione
- Ryan Tedder – voce, chitarra ritmica
- Zach Filkins – chitarra, cori
- Drew Brown – chitarra acustica, cori
- Brent Kutzle – basso, cori
- Eddie Fisher – batteria

### Altri musicisti
- Brian Willett – tastiera